# Porpax grandiflora
Porpax grandiflora är en orkidéart som beskrevs av Gunnar Seidenfaden. Porpax grandiflora ingår i släktet Porpax och familjen orkidéer. Inga underarter finns listade i Catalogue of Life.